# 유엔 안전 보장 이사회 결의 제1701호
유엔 안전 보장 이사회 결의 제1701호는 2006년 유엔 안보리가 15개국 만장일치로 결의한 국제법이다.

## 내용
유엔 안전보장이사회 결의 제1701호는 2006년 레바논 전쟁을 해결하기 위해 만들어진 결의안이다. 이 결의안은 이스라엘과 헤즈볼라 간의 적대 행위를 완전히 중단하고, 이스라엘군이 레바논에서 철수하여 레바논과 유엔 레바논 임시군(UNIFIL)이 남부 레바논에 배치되도록 대체하며, 헤즈볼라를 포함한 무장 집단의 무장을 해제하고 국경에서 북쪽으로 약 29km(18마일) 떨어진 리타니 강 남쪽에 UNIFIL과 레바논군 외에는 다른 무장 세력이 없도록 할 것을 요구했다. 이 결의안은 레바논이 정부 통제를 완전히 행사해야 할 필요성을 강조하고 납치된 이스라엘 군인의 무조건 석방 문제를 해결하기 위한 노력을 촉구했다.
2006년 8월 11일 유엔 안전보장이사회에서 만장일치로 승인되었다. 레바논 내각은 2006년 8월 12일에 만장일치로 이 결의안을 승인했다. 같은 날, 헤즈볼라 지도자 하산 나스랄라는 그의 민병대가 휴전 요청을 존중할 것이라고 말했다. 그는 또한 이스라엘의 공세가 중단되면 이스라엘에 대한 헤즈볼라의 로켓 공격도 중단될 것이라고 말했다. 8월 13일 이스라엘 내각은 1명이 기권하고 24대 0으로 결의안에 찬성했다. 휴전은 양측의 공격이 증가한 후 2006년 8월 14일 월요일 오전 8시에 시작되었다.

## 2024년
이스라엘-헤즈볼라 분쟁 (2023년~현재)에 대한 해결책으로, 결의안 1701이 현실적으로 유일한 해법이라는 판단 아래 토니 블링컨 미 국무 장관을 비롯해 에이머스 호크스타인 백악관 중동 특사 등 핵심 인사들이 결의안을 회생시키기 위한 복원 방안을 놓고 논의를 진행 중이다.

## 같이 보기
- 동명부대